# Planudes perillus
Planudes perillus är en insektsart som beskrevs av Carl Stål 1875. Planudes perillus ingår i släktet Planudes och familjen Pseudophasmatidae. Inga underarter finns listade i Catalogue of Life.